# Almiquí d'Haití
L'almiquí d'Haití (Solenodon paradoxus), també conegut com a solenodon d'Haití, és un almiquí que només viu a l'illa d'Hispaniola, dividida entre Haití i la República Dominicana i que no fou conegut per la ciència fins al 1833, quan Brandt el descrigué per primera vegada. També hi havia una altra espècie de solenodont a l'illa, S. marcanoi, que s'extingí després del període de colonització inicial. Totes les espècies d'almiquins pertanyen a l'ordre dels eulipotifles i la família dels solenodòntids. El seu nom específic, paradoxus, significa ‘paradoxal’ en llatí.